# Antoine de Lorraine
Antoine de Lorraine, dit le Bon, né le 4 juin 1489 à Bar-le-Duc et mort le 14 juin 1544 à Bar-le-Duc, est duc de Lorraine et de Bar de 1508 à 1544 et duc titulaire de Gueldre de 1538 à 1541.
Il est fils de René II, duc de Lorraine et de Bar et de Philippe de Gueldre.

## Biographie
Il est envoyé en France et élevé à la cour de Louis XII, roi de France avec ses frères Claude, Jean et François. Antoine s'y lie d'amitié avec son cousin le duc d'Angoulême, futur roi François Ier. Les princes Claude et François s'illustrent au service de la France. Le prince Jean de Lorraine (1498-1550), troisième de la fratrie, embrasse une carrière ecclésiastique. Archétype du prince prélat de la Renaissance, ce dernier cumule dès sa petite enfance les dignités et bénéfices ecclésiastiques et est avec le connétable de Montmorency l'homme le plus puissant de France.
Le prince Antoine a dix-neuf ans à la mort de son père et sa mère Philippe de Gueldre revendique la régence, mais les États de Lorraine déclarent qu'Antoine est en âge compétent et qualifié pour être hors de tutelle. Prince du Saint-Empire romain germanique , Antoine, en tant que duc de Bar, est vassal du roi de France pour les terres sises à l'ouest de la Meuse (Barrois mouvant). Aussi, en 1509, il accompagne Louis XII dans les guerres d'Italie. Il confie ses duchés à sa mère et à l'évêque de Toul Hugues des Hazards. Il prend part à la bataille d'Agnadel le 14 mai 1509. À partir de cette campagne, son médecin personnel est Symphorien Champier, qu'il fait chevalier à Marignan.
Après la mort de Louis XII, il assiste au sacre de François Ier à Reims puis l'accompagne derechef en Italie. Il participe à la bataille de Marignan, les 14 et 15 septembre 1515. Mais, pris par des problèmes intérieurs à la Lorraine, il ne prend pas part aux expéditions suivantes et ne participe pas à la bataille de Pavie (1525), où tombe son frère François, comte de Lambesc.
À partir de 1518, depuis la diffusion des écrits de Martin Luther, les idées de la Réforme commencent à pénétrer le nord de l'espace lorrain. Au tournant des années 1520, elles recueillent un écho significatif dans la ville libre de Metz, république du Saint-Empire en partie enclavée dans les  terres ducales ;  mais également dans le Bailliage d'Allemagne, suite entre autres, aux prêches du "moine luthérien" Musculus. Issu d'une famille princière marquée par un catholicisme fervent, le duc publie le 26 décembre 1523 un édit interdisant toute prédication visant une réforme de l'Église, et ordonnant la saisie des écrits allant dans ce sens. Au début de l'année 1525, Jean Châtelain, un prédicateur exfiltré de Metz, est conduit au bûcher à Vic-sur-Seille (alors capitale de l'évêché de Metz), pour hérésie. Au printemps de la même année, le duché est impacté par la guerre des Paysans du Saint-Empire (appelée également "révolte des Rustauds"). Cette "révolution de l'homme du commun" triomphe alors dans l'Alsace rurale, dans l'est du Westrich (vallée de la Sarre), ainsi que dans le nord-est de la Franche-Comté. Inspirés par les revendications religieuses et sociales résumés par le manifeste des XII articles, de nombreux sujets d'Antoine rejoignent l'insurrection cirshénane de 1525 qui enflamme l'ouest du Rhin moyen. Ils sont essentiellement originaires de l'est du bailliage d'Allemagne, mais également d'Alsace, à savoir de la Marche de Marmoutier, de Saint-Hippolyte et du Val-de-Lièpvre.

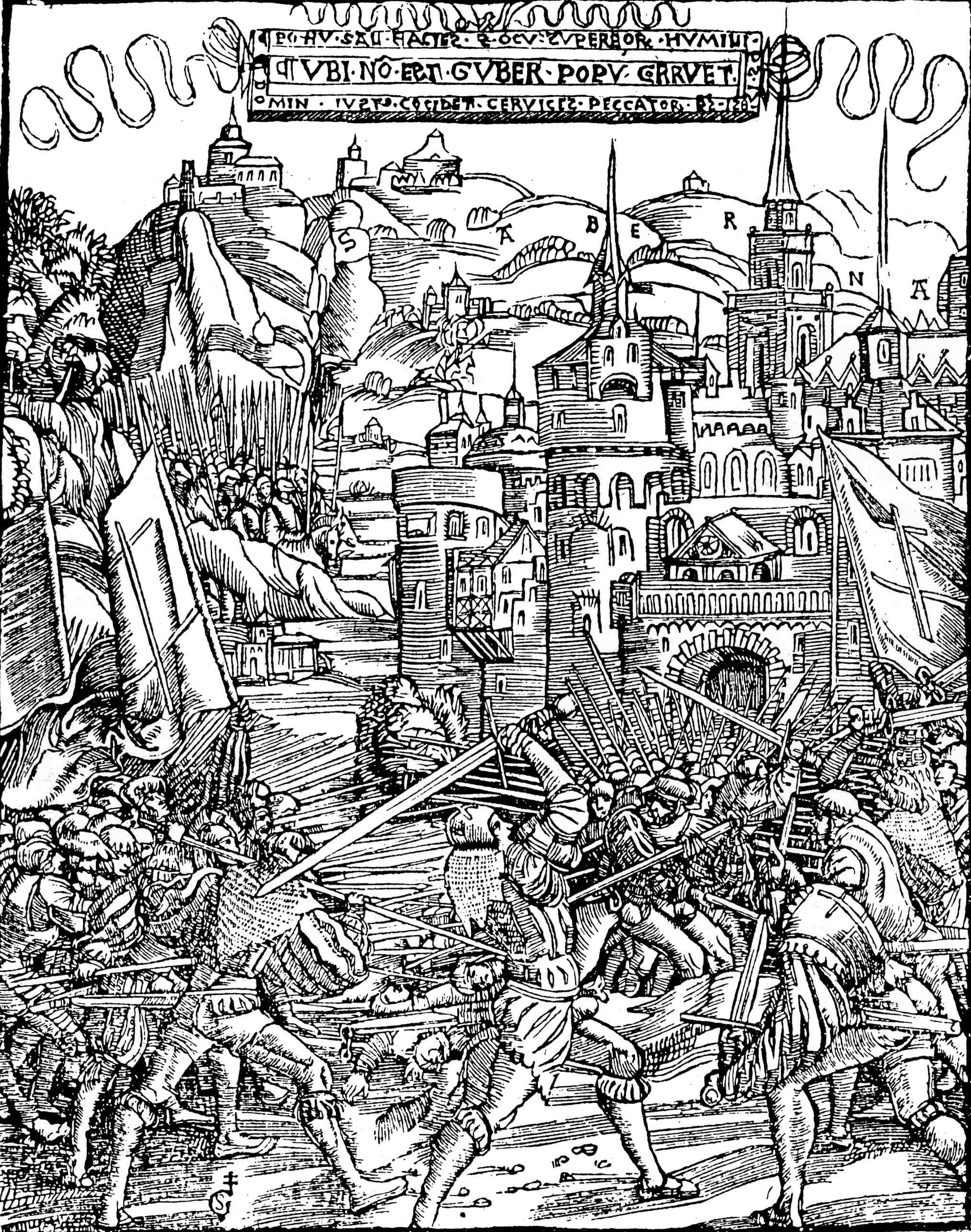
La bataille contre les Rustauds à Saverne (gravure de Gabriel Salmon illustrant le livre de Nicolas Volcyr de Serrouville, 1526)

Indigné par les revendications politiques, profondément outré par la prédication réformatrice, inquiet des affinités de la population du versant ouest des Vosges avec l'insurrection, Antoine décide de répliquer avec la dernière sévérité. Afin de rétablir l'ordre seigneurial et princier, et surtout, de sauver le catholicisme sur ses terres, il décrète la mobilisation générale dans les duchés. Cependant, l'armée ducale se révélant trop faible pour réduire le soulèvement, il fait appel à son frère, le comte Claude de Guise, général d'une armée française alors stationnée en Champagne pour prévenir une invasion impériale. Grâce à ce renfort (entre dix mille et douze mille hommes, avec cavalerie et artillerie), il entreprend une campagne implacable dans le Westrich et en Alsace. Ce corps expéditionnaire compte un certain nombre de gentilshommes et de  mercenaires lorrains, mais surtout des soldats issus de France et d'autres provinces du Saint-Empire, ainsi que des fantassins espagnols, italiens, et des cavaliers albanais. Le duc est également rejoint par ses autres frères, le cardinal Jean de Lorraine et Louis, comte de Vaudémont, et par le comte de Nassau-Sarrebruck. Après avoir mis en fuite les insurgés du Westrich, l'armée d'Antoine pénètre en Alsace, encercle Saverne le 15 mai 1525 et brûle Lupstein le 16 mai. Le 17 mai, la reddition des insurgés piégés dans Saverne se solde par un massacre. Après le pillage de la ville, le corps expéditionnaire se dirige vers Marmoutier, puis Molsheim. Au cours d'une bataille entre les villages de Scherwiller et de Châtenois, l'armée ducale bat et massacre une armée d'insurgés locaux, le 20 mai 1525. Le duc Antoine et sa suite regagnent Nancy le 24 mai 1525. Dès son retour, le duc remercia les troupes de Claude de Guise, puis ordonna une vaste enquête dans ses possessions du bailliage d'Allemagne et d'Alsace, afin d'identifier ses sujets qui ont pris le parti de l'insurrection. Son secrétaire, Nicolas Volcyr de Serrouville, fait le récit de la campagne, en l'interprétant comme une glorieuse croisade, entreprise pour sauver la chrétienté face à une submersion hérétique.
Par héritage et achats, Antoine agrandit le duché. À partir de 1525, il préfère rester neutre dans les guerres qui opposent le roi de France François Ier à l'empereur Charles Quint. Par le traité de Nuremberg du 26 août 1542, il réussit à obtenir de l'empereur Ferdinand Ier un statut de large autonomie du duché de Lorraine, qui passe du statut de vassalité à celui de simple protectorat. Mais il subsiste un problème qui l'inquiète : après Pavie, François Ier a renoncé au Milanais et à Naples. L'Italie cesse d'être un champ de bataille entre les deux monarques mais l'empereur étant également prince des Pays-Bas, les conflits risquaient de se porter entre Rhin et Meuse. Les duchés de Lorraine et de Bar se trouvaient pris en étau entre les deux puissances.
Antoine tente des démarches auprès des deux souverains pour que ses terres soient épargnées mais sans succès. La popularité grandissante des thèses réformatrices se manifestant à nouveau sur ses terres, il promulgue un nouvel édit d'interdiction en 1539. Il meurt de maladie en 1544, peu après avoir atteint l'âge de 55 ans. Son fils, filleul du roi Francois Ier de France, lui succède sous le nom de François Ier. Fidèle à sa politique de neutralité, le duc Antoine lui a fait épouser en 1541 Christine de Danemark, nièce de l'Empereur.

## Mariage et enfants
Il épouse en 1515 Renée de Bourbon-Montpensier (1494 † 1539), fille de Gilbert de Bourbon, comte de Montpensier, et de Claire Gonzague, et sœur du connétable de Bourbon. Ce mariage lui apporte en dot le comté de Mercœur. Ils ont :
- François Ier (1517 † 1545), duc de Lorraine et de Bar, épouse en 1541 Christine de Danemark (1521-1590) ;
- Anne (1522 † 1568), mariée en 1540 à René de Chalon, prince d'Orange (1519 † 1544), puis en 1548 à Philippe II (1496 † 1549) duc de Croy-Aerschot ;
- Nicolas (1524 † 1577), évêque de Metz puis comte de Vaudémont et duc de Mercœur, trois mariages dont postérité. Corégent (1545/1552) puis régent (1552/1559) des duchés ;
- Jean (1526 † 1532) ;
- Antoine (1528 † jeune) ;
- Élisabeth (1530 † jeune).

## Le lit d'Antoine de Lorraine
Le lit d'Antoine de Lorraine et de Renée de Bourbon-Montpensier qui pourrait avoir été exécuté pour leur mariage en 1515, est un « exemple unique de lit d'apparat du XVIe siècle parvenu à nos jours ». Le châlit (ou « bois de lit »), monté en « lit à quenouilles » depuis le XIXe siècle et plus récemment garni de courtines, est exposé au musée national de la Renaissance, à Écouen.

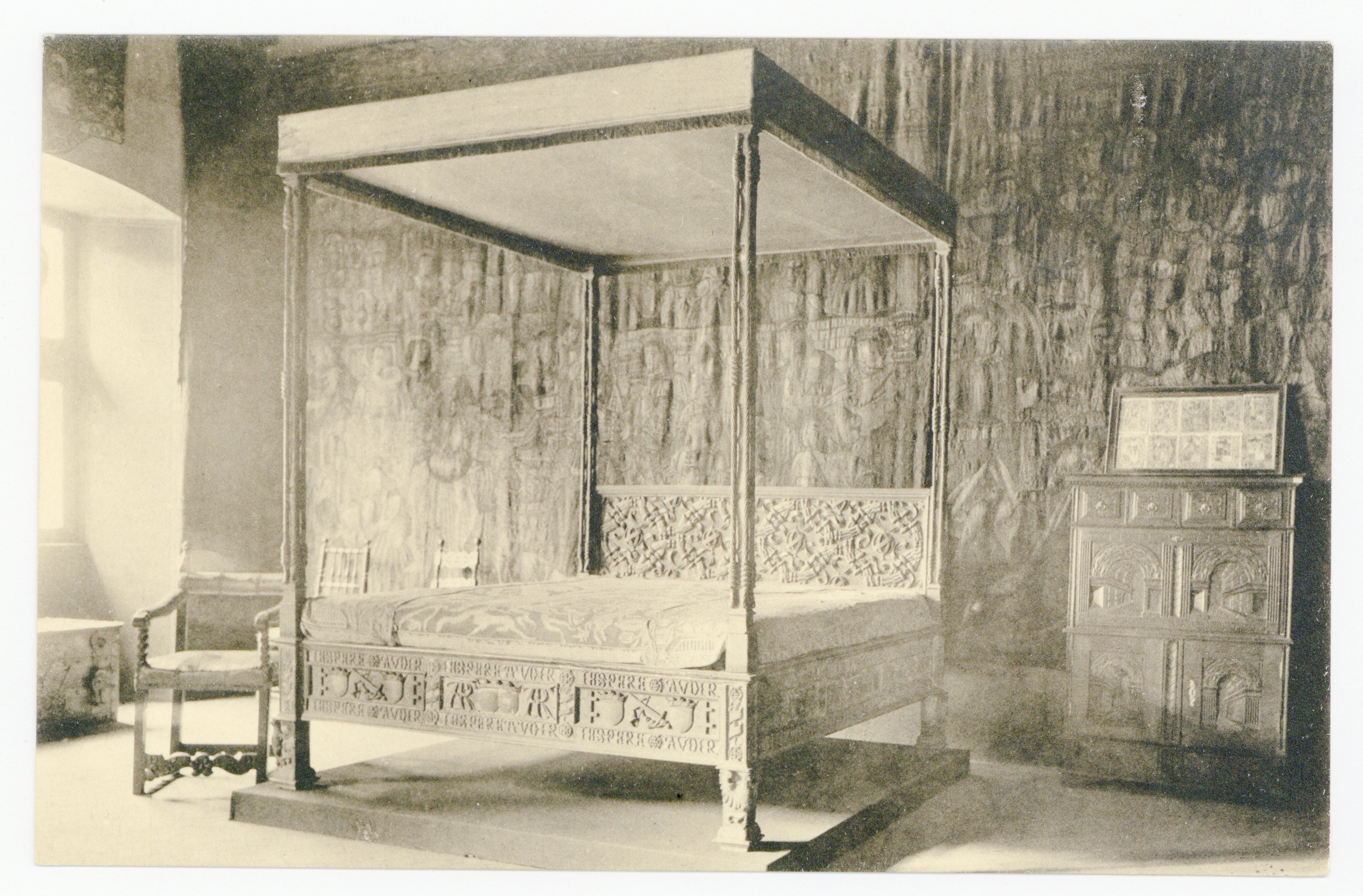
Lit d'Antoine de Lorraine, bois de lit sculpté, peint et doré, XVIe siècle, Mobilier national, déposé au Musée lorrain, à Nancy. Carte postale du premier tiers du XXe siècle.
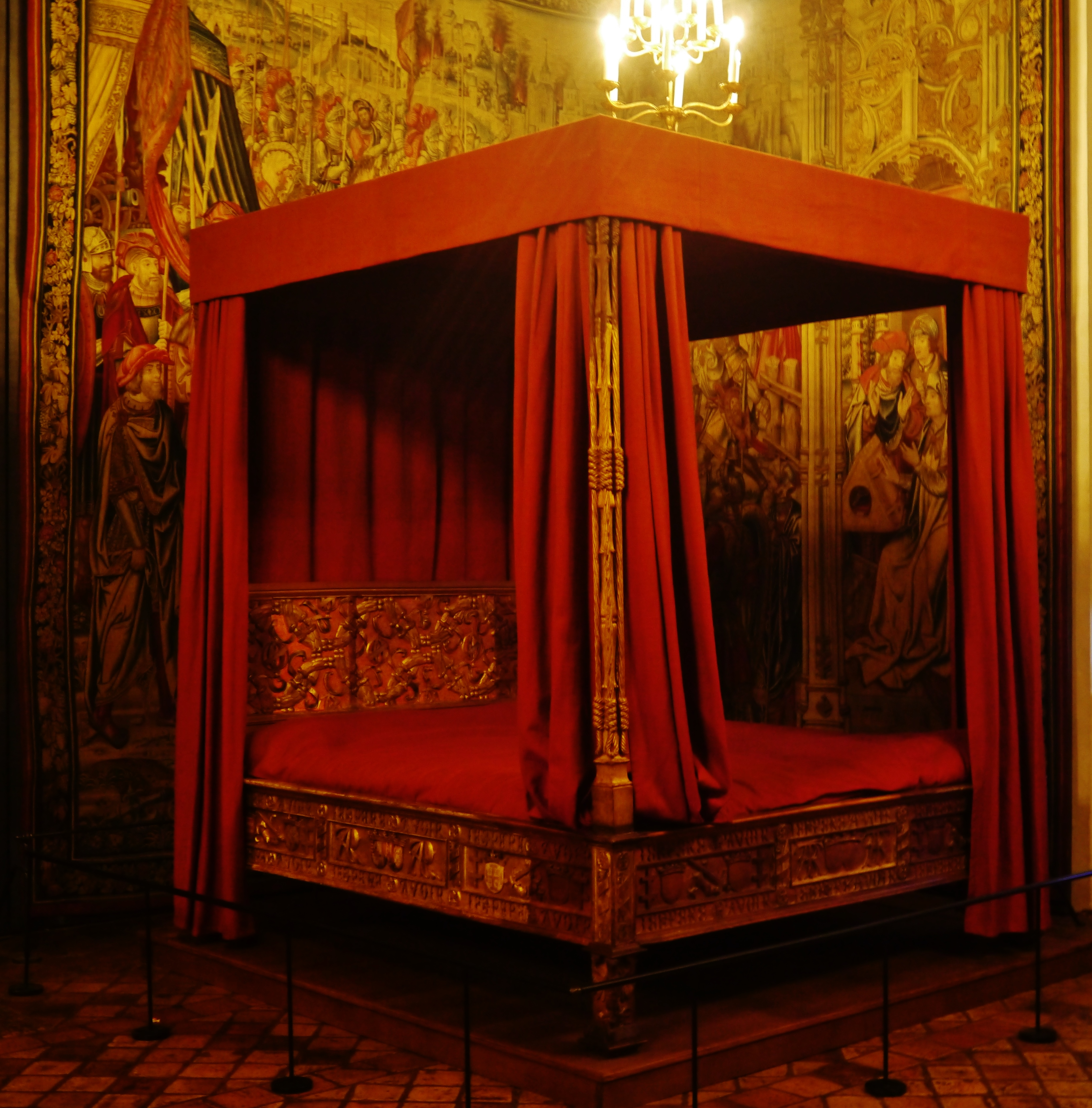
Lit d'Antoine de Lorraine garni de tentures, au musée de la Renaissance, Écouen (prêt du Musée lorrain).

## Sigillographie

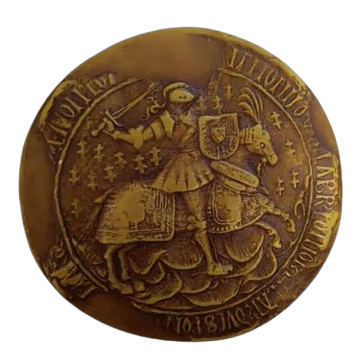
Antoine, duc de Lorraine est représenté à cheval vers 1519

De son vivant, Antoine de Lorraine est représenté sur plusieurs sceaux médiévaux. Sur celui-ci, le duc est monté sur un cheval lancé au galop vers la droite, richement armé, le casque cimé d'un alérion, tenant l'épée haute de la main droite et se couvrant de la gauche d'un écu aux armes pleines de Lorraine de six quartiers (coupé, parti en chef de 4, au 1 de Hongrie, au 2 d'Anjou-Sicile, au 3 de Jérusalem, au 4 d'Aragon, parti en pointe d'Anjou et de Bar), l'écusson de Lorraine brochant sur le tout. Ces armes s'observent sur les deux parties du caparaçon : sur la croupe et le poitrail. Le cheval porte en outre quatre plumes d'autruche au frontail. Le sol est caillouteux et fleuri. Au-dessus, le champ est semé de croix de Lorraine.
La légende, en latin est la suivante « SIGILLUM ANTHONII DEI GRATIA CALABRIE LOTHORINGIE ET BARRI DUCIS PONTIS MONTIONIS MARQUIONIS PROVINCIE VAUDEMONTIS COMITIS ». Elle signifie, en français « sceau d'Antoine, par la grâce de Dieu duc de Calabre, de Lorraine et de Bar, marquis de Pont-à-Mousson, comte de Provence et de Vaudémont. »